# Skogsdammen
Skogsdammen är en sjö i Söderköpings kommun i Östergötland och ingår i Söderköpingsåns huvudavrinningsområde. Sjöns area är 0,033 kvadratkilometer och den befinner sig 67 meter över havet.